# Гильзен, Юзеф Ежи
Юзеф Ежи Гильзен (1736 — 31 августа 1786, Рим) — государственный деятель Великого княжества Литовского, Каштелян инфлянтский (1760—1767), Воевода минский (1767—1770) и Мстиславский (1770—1786), камергер польского короля Августа III, староста браславский. Известный польский масон.

## Биография
Происходил из лифляндского дворянского рода Гильзенов герба «Гильзен». Сын Каштеляна инфлянтского и воеводы минского Яна Августа Гильзена (1702—1767).
Получил хорошее домашнее образование. В сопровождении польского географа Кароля Вырвича Юзеф Ежи Гильзен совершил путешествие по Германии, Франции, Бельгии и Италии. В 1754 году был назначен пажом и камергером польского короля Августа III. Избирался послом на сеймы, дважды (в 1754 и 1756 годах) от Инфлянт, в 1758 году — от Браславского повета. В 1762 году был награждён орденом Белого орла. В 1760 году получил должность каштеляна инфлянтского.
В 1763-1764 годах во время междуцарствия Юзеф Ежи Гильзен поддержал кандидатуру Станислава Августа Понятовского на польский королевский трон. 8 мая 1767 года был награждён орденом Святого Станислава. В том же году бы избран маршалком Трибунала ВКЛ. На сейме Репнина был одним из двух председателей сеймовой делегации. Пользовался поддержкой российского посла, князя Н. В. Репнина, который вынудил польского короля предоставить Юзефу Гильзену новые должности. В том 1767 году получил должность воеводы минского. В 1770 году Юзеф Ежи Гильзен был назначен воеводой мстиславским.